# Stadtteilschule Niendorf
Die Stadtteilschule Niendorf ist eine staatliche Stadtteilschule mit gymnasialer Oberstufe im Hamburger Stadtteil Niendorf. Die Schule wurde 1980 als Gesamtschule Niendorf gegründet, und 2010 mit der Haupt- und Realschule Sachsenweg fusioniert. Dabei erfolgte wie bei allen Hamburger Gesamtschulen die Umwandlung zur Stadtteilschule. Die Stadtteilschule Niendorf besitzt zwei Standorte und wird achtzügig geführt.

## Geschichte
In Hamburg wurden 1968/69 die ersten sechs Gesamtschulen als Schulversuch gegründet. 1977 erklärte das neue Hamburger Schulgesetz die Einrichtung dieser Schulform zu einem Elternrecht, 1979 wurde die Gesamtschule in Hamburg nach einem Urteil des Oberverwaltungsgerichtes zur Regelschule. Damit war die Neugründung bzw. Umwandlung bestehender Schulen zur Gesamtschule nur noch von einer ausreichenden Zahl von Schulanmeldungen durch die Eltern im jeweiligen Einzugsgebiet abhängig.
1980 lagen in Niendorf hinreichend viele Anmeldungen zur Gesamtschule vor, so dass die Schulbehörde dort die Gründung einer Integrierten Gesamtschule beschloss. Dafür wurde die 1948 gegründete Grund-, Haupt- und Realschule Paul-Sorge-Straße zusammen mit der Schule Sethweg zur Gesamtschule umgewandelt.
Seit 1995 wird die Schule jährlich als Umweltschule in Europa ausgezeichnet.
Im Schuljahr 2003/2004 hatte die Gesamtschule Niendorf etwa 700 Schüler der Jahrgangsstufen 5 bis 10. Die gymnasiale Oberstufe wurde zusammen mit der Gesamtschule Stellingen angeboten.
Seit geraumer Zeit  ist die Schule eine Ganztagsschule.

## Standorte und Architektur
Die Schule hatte 2010 – also zum Zeitpunkt der Fusion von Gesamtschule Niendorf mit Haupt- und Realschule Sachsenweg und der Umwandlung zur Stadtteilschule – drei Standorte: Sethweg 56 und Paul-Sorge-Straße 133/135 gehörten vormals zur Gesamtschule, der Standort Sachsenweg 74 zur Haupt- und Realschule. 2019 wurde der Standort Sethweg zur reinen Grundschule und gehört nicht mehr zur Stadtteilschule. 2022 wurden am Hauptstandort Paul-Sorge-Straße die Klassenstufen 5 bis 10 unterrichtet, am Standort Sachsenweg die Klasse 10 und die Oberstufe.

### Paul-Sorge-Straße
Am Standort Paul-Sorge-Straße wurde ab 1949 die Volksschule Niendorf (bzw. Volksschule Paul-Sorge-Straße) erbaut, die Entwürfe stammten von Baudirektor Hans M. Antz. 1950 wurde die Volksschule eingeweiht. Ab 1954 wurde die Schule nach Entwurf von Baudirektor Paul Seitz baulich erweitert, 1961 entstanden Aula und Verwaltungstrakt. Auf dem Schulgelände wurden zwei Skulpturen aufgestellt, welche die Baubehörde mit Mitteln des Programms „Kunst am Bau“ angeschafft hatte: „Lesendes Kinderpaar“ (1951) von Martin Irwahn, ursprünglich am Seiteneingang der Hausmeisterwohnung und „Männliche Figur im Doppelstamm“ (1957/58) von Robert Müller-Warnke, ursprünglich im inneren Pausenhof. Die dreiteilige Außenwandgestaltung „Wasser, Luft, Erde“ von Annette Caspar ging beim Neubau 2016/19 verloren. 1965 wurde östlich der alten Turnhalle das Lehrschwimmbecken als eigenes, kleines Gebäude eingeweiht.
Von 1985 bis 1990 folgten Um- und Neubauten nach Entwurf von Dieter Rogalla. 2006/2007 wurde eine neue Zweifeldsporthalle errichtet. Ab 2015 wurden Teile der Altbauten abgerissen, von 2014 bis 2015 das Fachhaus saniert und umgebaut. Bis zur Sanierung bestand das Fachhaus aus einem zweigeschossigen Trakt von 1963 und der Erweiterung von 1985 („Rogalla-Bau“). Der Rogalla-Bau ist am viertelkreisförmigen Grundriss erkennbar und wies nach Überarbeitung der Chemieräume (2011) keinen weiteren Sanierungsbedarf auf. Der Rogalla-Bau wurde mit einem Westflügel ergänzt, der rote Verblendziegel und Fensterbänder aufweist. Alle diese Fachklassentrakte sind zweigeschossig.
2016/19 kam ein Neubau mit 40 Klassenräumen und Verwaltungsbüros hinzu, um den Betrieb als achtzügige Ganztagsschule zu gewährleisten. Der 6.400 m² große Neubau steht dichter an der Paul-Sorge-Straße und integriert bestehende Gebäudeteile wie die Aula, die Sporthalle und die Bibliothek. Der langgestreckte zweigeschossige Neubau verläuft um einen Innenhof herum und schließt die dort gelegene Bibliothek ein. Im vorderen Bereich befindet sich noch ein Atrium. Die Fassade besteht überwiegend aus schmalen Holzelementen. Die achtzügige Schule ist in „Jahrgangs-Häusern“ organisiert, die über einen außenliegenden Umgang mit transparentem Vordach erschlossen werden. Ins Obergeschoss führen zwei außenliegende Fluchttreppen. Jeweils zwei Klassen bilden eine Einheit und alle Jahrgänge verfügen über barrierefreie Klassenräume.

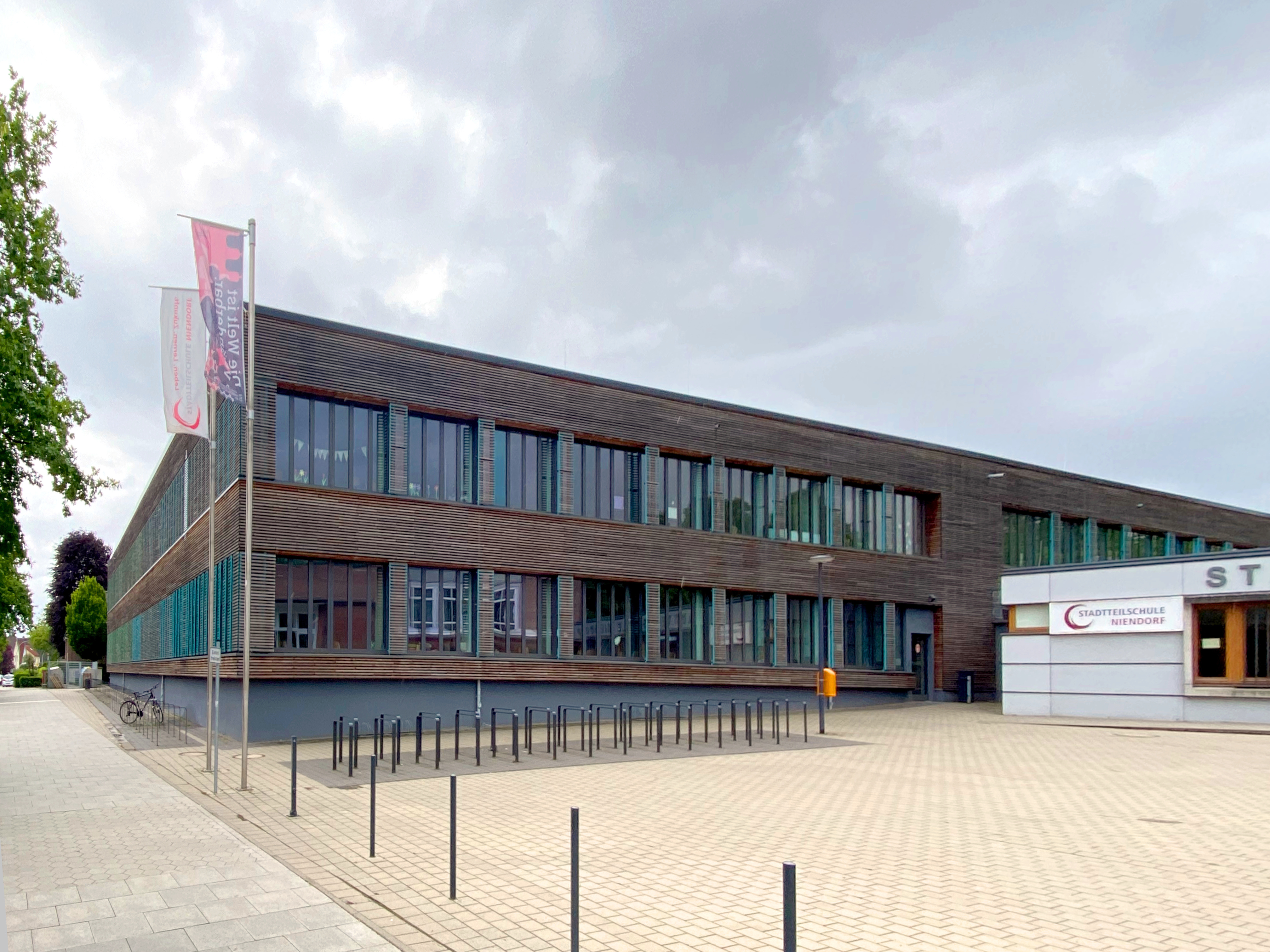
Neubau (2016–19), links vom Eingang
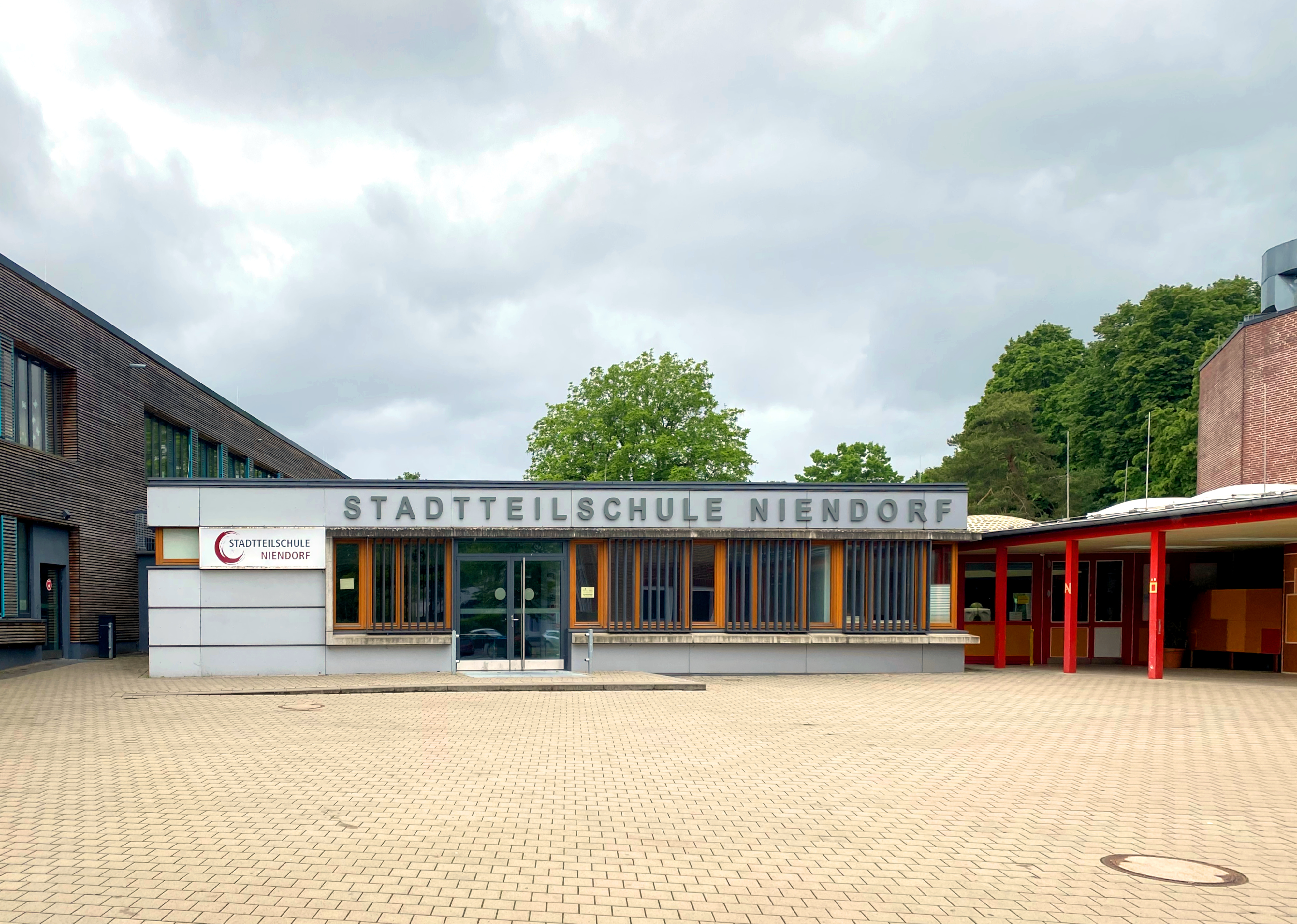
Eingangsgebäude zwischen Neubau (links) und Aula (rechts)
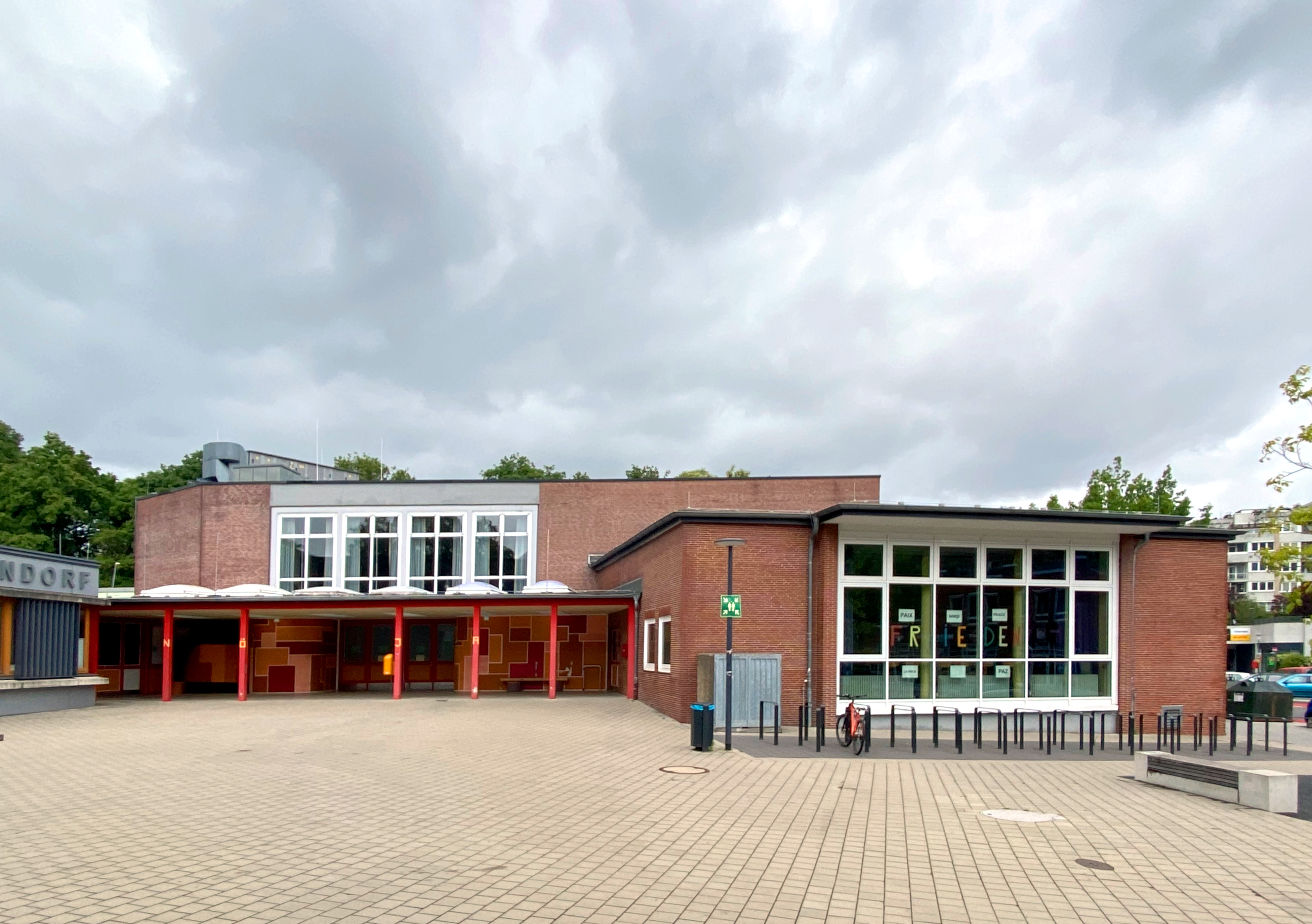
Aula (1961), rechts vom Eingang
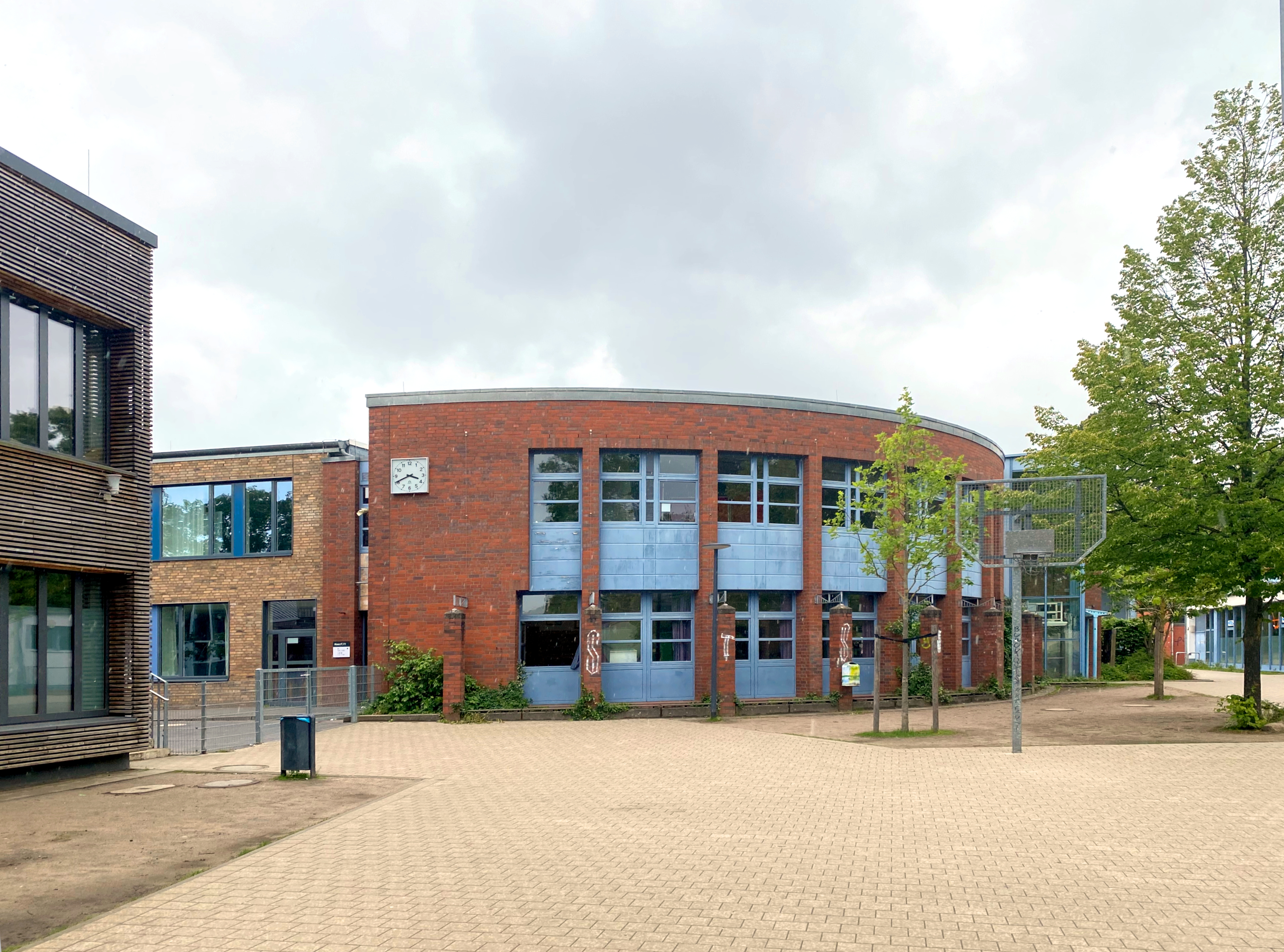
Fachhaus, Entwurf Dieter Rogalla (1985)
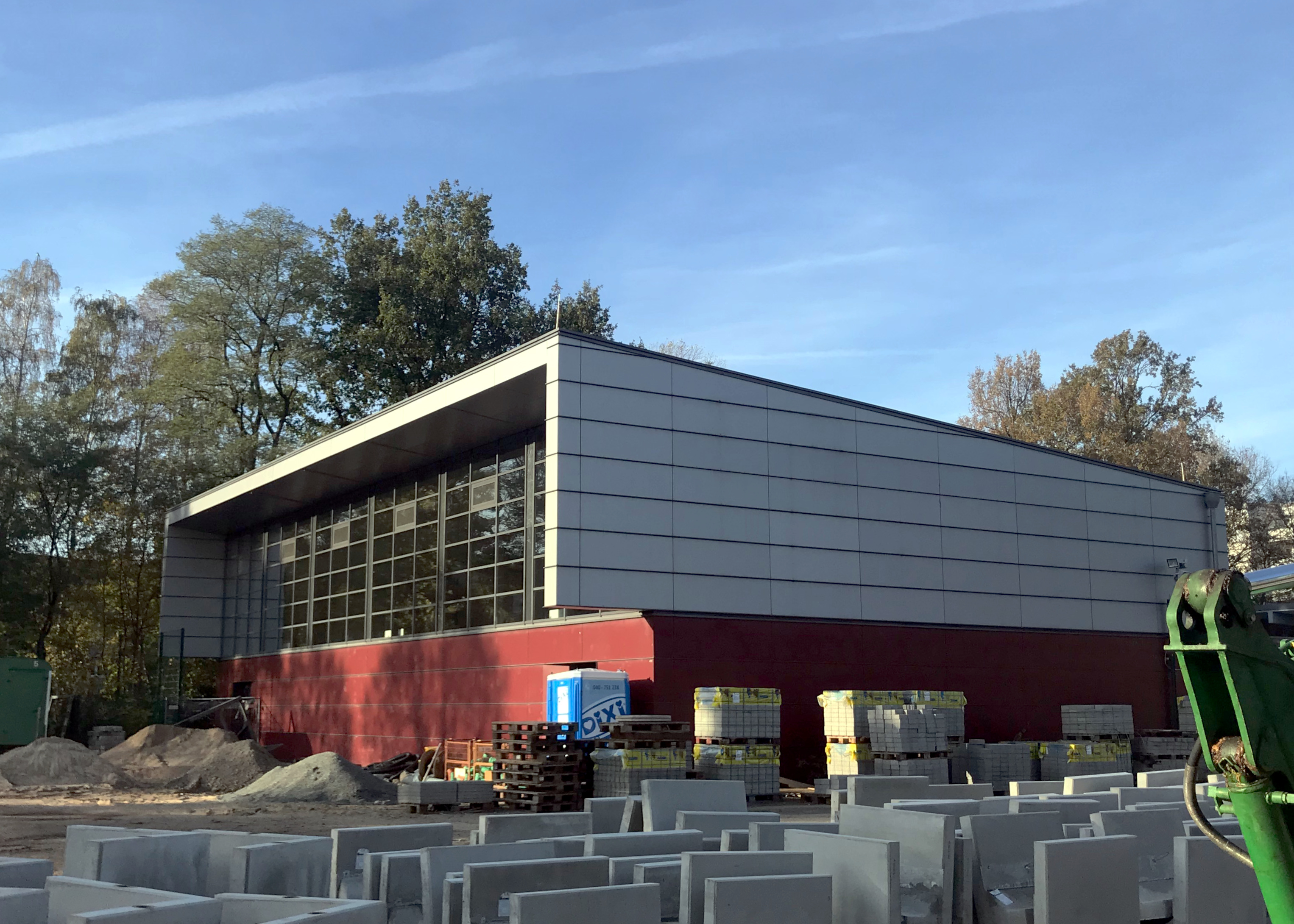
Neue Sporthalle (2006/2007)

### Sachsenweg
Der Standort Sachsenweg wird gemeinsam von Gymnasium Ohmoor, der Oberstufe der Stadtteilschule Niendorf und der Grundschule Sachsenweg genutzt. Der Außenbereich, die Sporthallen, die Aula und die Neubau-Mensa werden von den drei Schulen gemeinsam genutzt, während die Klassen- und Fachgebäude sowie die jeweiligen Verwaltungen in separaten Gebäuden untergebracht sind. Das Schulgelände am Sachsenweg 74–76 hat eine Größe von etwa 36.000 m², dazu kommen die Flächen der Sportanlagen, welche gemeinsam mit Niendorfer Sportvereinen genutzt werden. Baubeginn für die Schulgebäude am Sachsenweg war 1972, im Folgejahr wurde die Einweihung gefeiert. 1976 kam der Fachraumtrakt hinzu.
Die Bestandsbauten auf dem Gelände sind Serienschulbauten vom Typ 68. Von 2016 bis 2017 wurde eine Mensa mit einer Bruttogrundfläche von knapp 2.300 m² errichtet. 2022 nutzte die Stadtteilschule Niendorf am Standort Sachsenweg das südliche Doppel-H-Gebäude (Gebäude 16). Im ausgebauten Südende dieses dreigeschossigen Gebäudes befindet sich auch die Verwaltung der Oberstufe. Gemäß den Anforderungen des Zivilschutzes im Kalten Krieg wurde unter diesem Gebäude ein unterirdischer Schulschutzraum mit 710 Plätzen angelegt. Die Anlage ist von außen an Stahlbetonsockeln mit Notausstiegs- und Belüftungsklappen erkennbar, die nach einem Angriff aus dem Trümmerkegel ragen sollen, um so passierbar zu bleiben. Weiter nutzt die Stadtteilschule ein zweigeschossiges Fachgebäude (Gebäude 15).

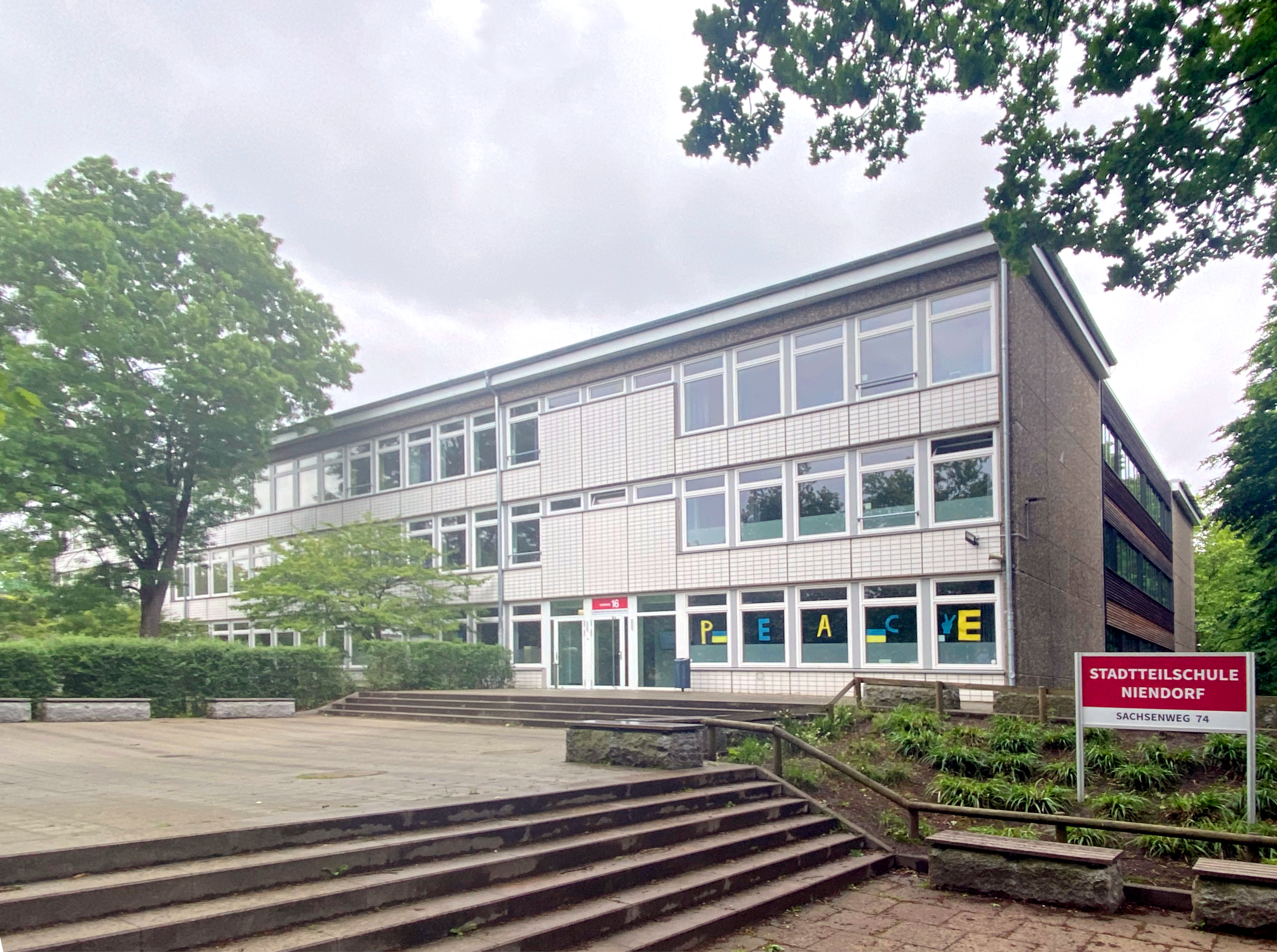
Doppel-H-Gebäude (Gebäude 16)
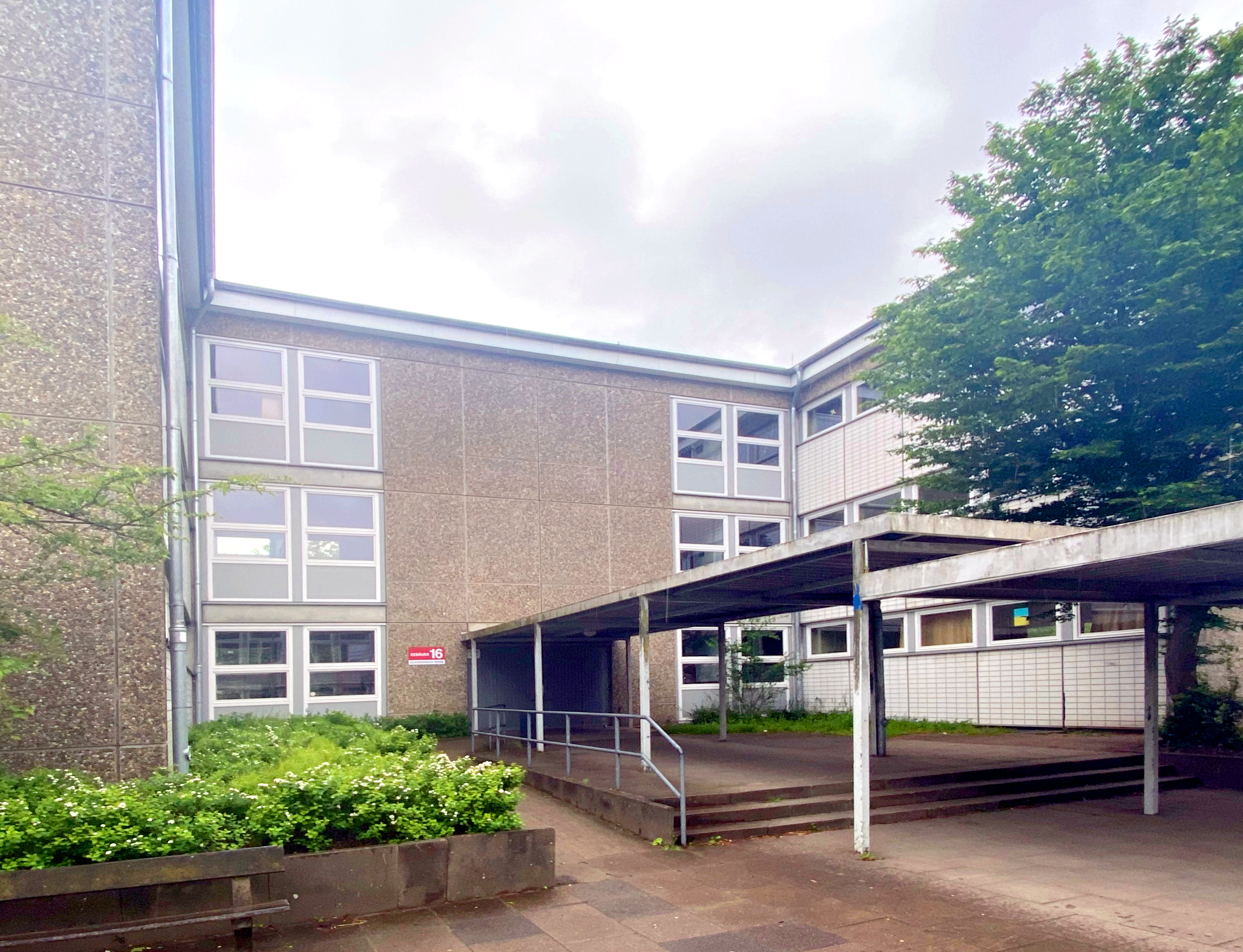
Eingang zum Doppel-H-Gebäude
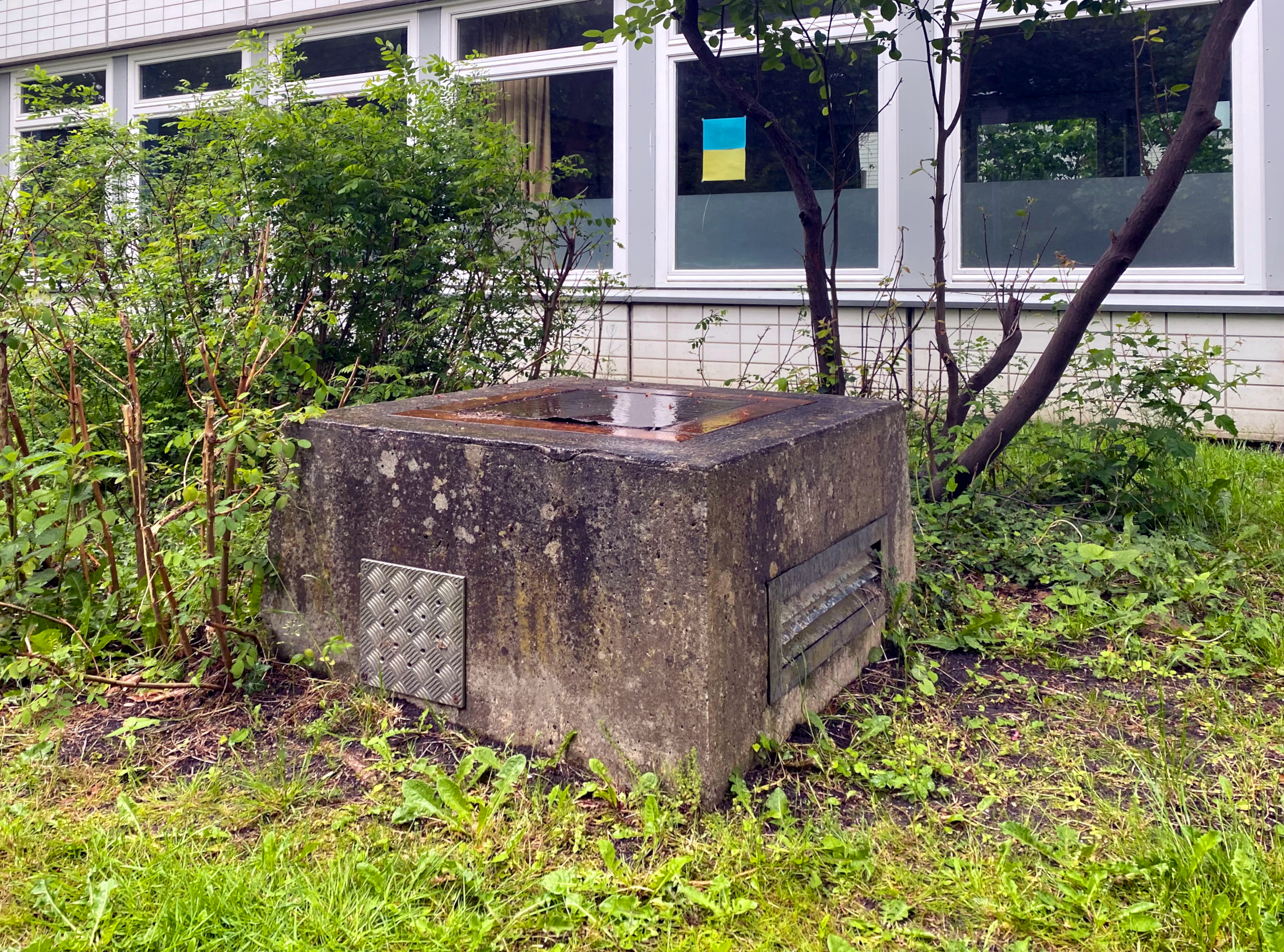
Notausstieg aus Schutzraum unter Doppel-H-Gebäude
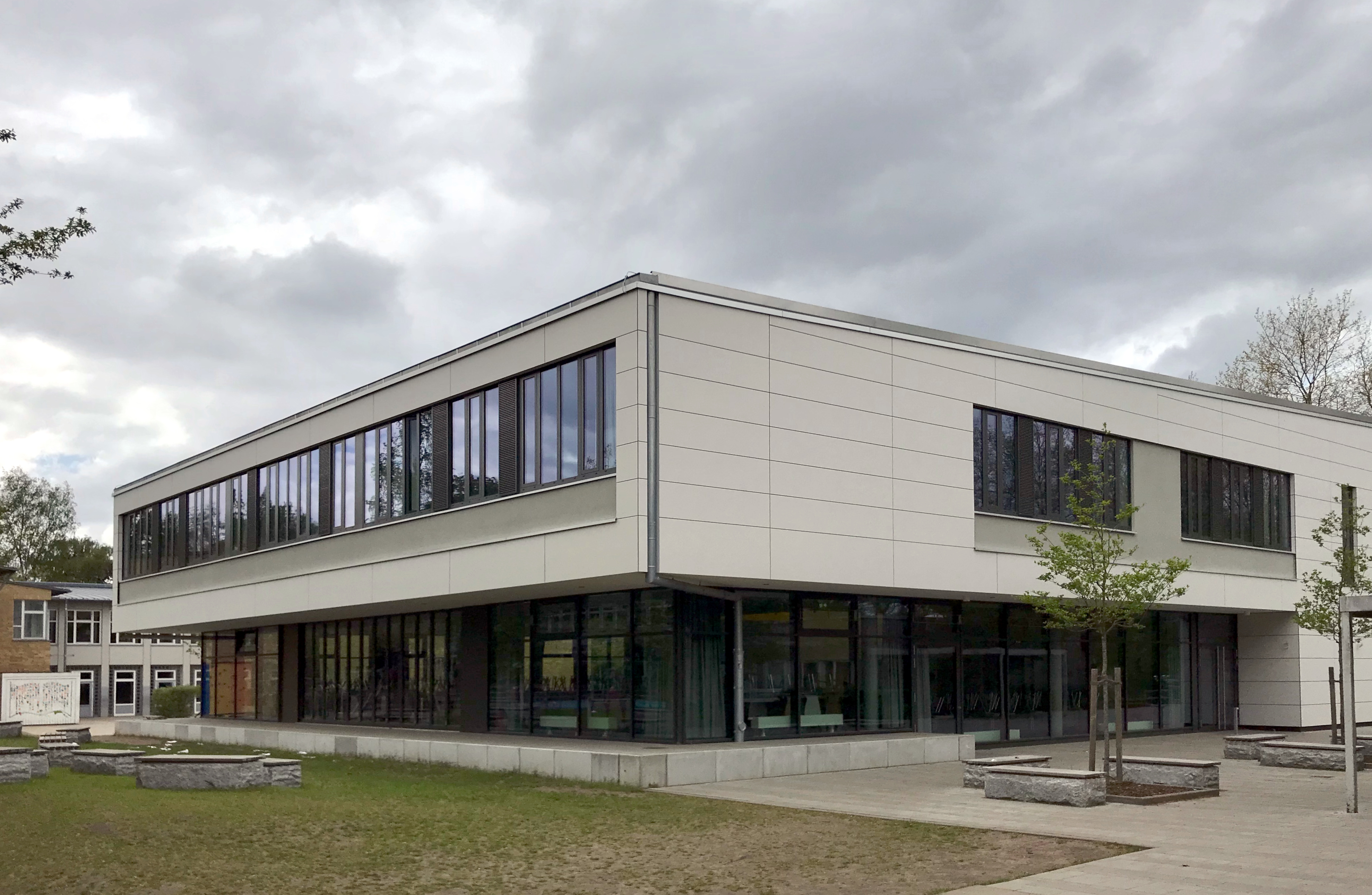
Gemeinsam genutzte Mensa
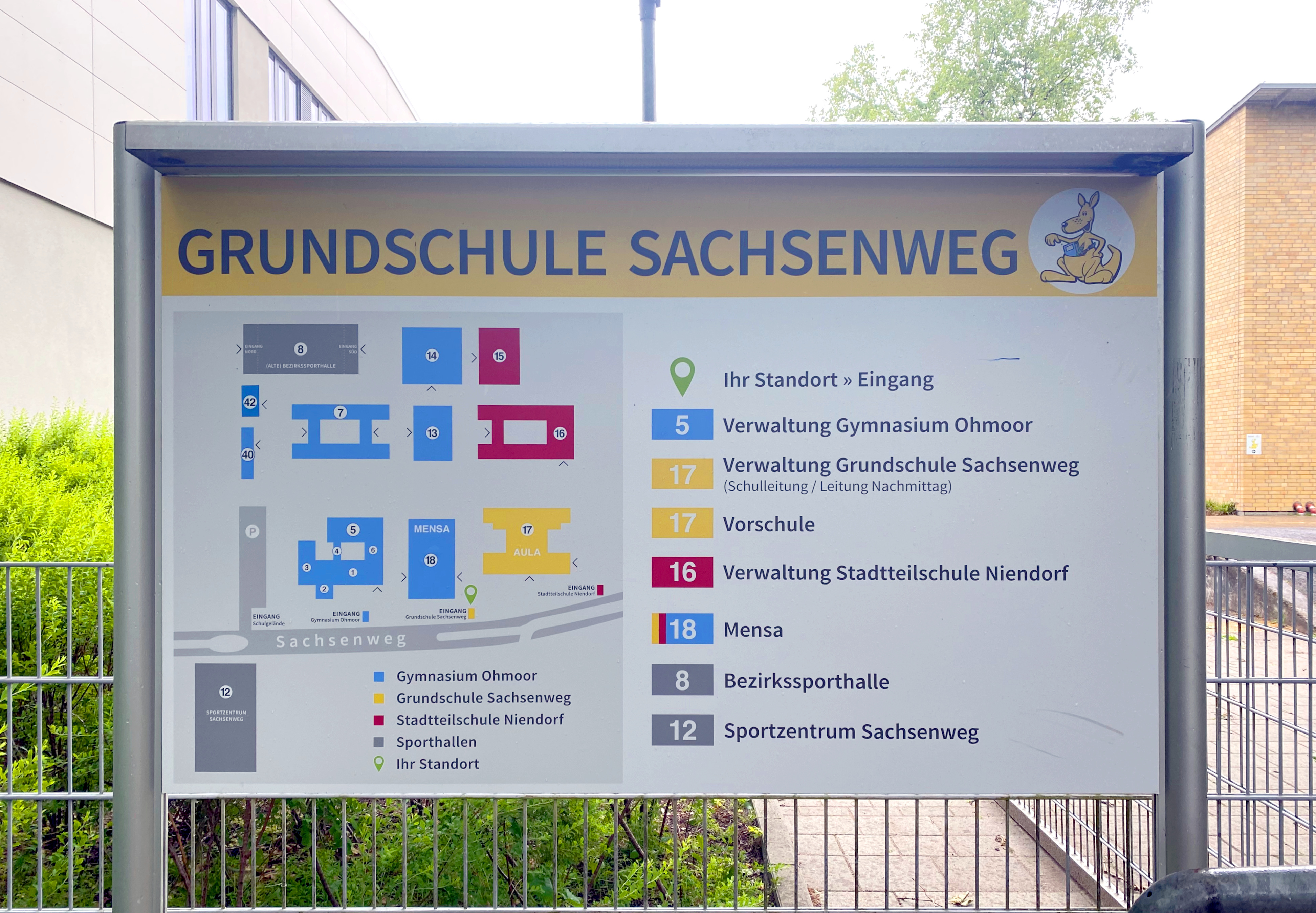
Lageplan des Schulstandorts Sachsenweg

## Bekannte Ehemalige
- Laura Vietzen (* 1991), Schauspielerin
- Zoran Pingel (* 1999), Schauspieler
- Otto Emerson Stange (* 2007), Fußballspieler